# Jadnici (film)
Jadnici (fra. Les Misérables) je francusko-istočnonjemačko-talijanski igrani film snimljen 1958. u režiji Jean-Paula Le Chanoisa, poznat kao jedna od najspektakularnijih ekranizacija istoimenog romana Victora Hugoa, kao i po nastupu znamenitog glumca Jeana Gabina u glavnoj ulozi.
Gabin u filmu tumači lik Jeana Valjeana, odbjeglog zatvorenika koji početkom 19. stoljeća provodi nekoliko desetljeća nastojeći izbjeći progonu od strane policajca Javerta (čiji lik tumači Bertrand Blier), ali također koristi priliku kako bi pokušao pomoći ljudima oko sebe. Film Jadnici je snimljen u vrijeme kada su se komunističke vlasti tadašnje Istočne Njemačke nastojale djelomično otvoriti prema Zapadu kroz kulturnu suradnju, pa su tako producentima na raspolaganje stavljeni veliki filmski studiji u Babelsbergu; tome je doprinijelo i to da je režiser Le Chanois po svojim političkim stavovima bio ljevičar, odnosno da je Les Misérables zbog svog snažnog socijalnog angažmana i simpatija za radikalnu revoluciju prigrljen kao dio obavezne lektire u komunističkim zemljama. Scenarist René Barjavel se, pak, izuzetno trudio biti što vjerniji književnom predlošku, odnosno ne ispustiti nijedan detalj, scenu ili lik, pa se Les Misérables također smatra jednom od najpotpunijih i najvjernijih ekranizacija Hugovog romana. To se, s druge strane, odrazilo i na njegovu izuzetnu dužinu od četiri sata, zbog koje se film često prikazivao u dijelovima ili značajno kratio. Jedini otklon od predloška je bila nešto starija životna dob Valjeana, odnosno nastojanje producenata da je prilagode starijoj životnoj dobi Jeana Gabina. Usprkos toga, Les Misérables je doživio izuzetan komercijalni uspjeh u Francuskoj, i često se navodi kao jedna od najpopularnijih Hugovih ekranizacija, te kao francuski odgovor na tadašnje hollywoodske spektakle.

## Uloge
- Jean Gabin ... Jean Valjean/Champmathieu
- Bernard Blier ... Javert (otac i sin)
- Danièle Delorme ... Fantine
- Bourvil ... Thénardier
- Elfriede Florin ... La Thénardier
- Giani Esposito ... Marius Pontmercy
- Béatrice Altariba ... Cosette
  - Martine Havet ... mlada Cosette
- Silvia Monfort ... Éponine
  - Mireille Daix ... young Éponine
- Jimmy Urbain ... Gavroche
- Serge Reggiani ... Enjolras
- Fernand Ledoux ... Monseigneur Myriel
- Isabelle Lobbé ... Azelma
- Jean d'Yd ... Mabeuf
- Jean Murat ... Pzkovnik Georges Pontmercy
- Lucien Baroux ...  Monsieur Gillenormand
- Suzanne Nivette ... Mademoiselle Gillenormand
- Jacques Harden ... Courfeyrac
- Marc Eyraud ... Grantaire
- Werner Dissel ... Brevet
- Beyert ... Bahorel
- Hans-Ulrich Laufer ... Combeferre
- Gérard Darrieu ... Feuilly
- Pierre Tabard ... Prouvaire
- Henri Guégan ... Laigle
- Julienne Paroli ... Madame Magloire
- Laure Paillette ... Toussaint
- Madeleine Barbulée ... Soeur Simplice
- Christian Fourcade ... Petit Gervais
- Bernard Musson ... Bamatabois
- René Fleur ... Kardinal
- Ardisson ... Žandar
- Jean Ozenne ... Prefekt Montreuila
- Bernard Musson ... Građanin
- Gerhard Bienert ... Predsjednik suda
- Harry Hindemith ... Kupač